# Чтвртек, Вацлав
Вацлав Чтвртек (чеш. Václav Čtvrtek), настоящее имя Вацлав Цафоурек (чеш. Václav Cafourek; 4 апреля 1911, Прага, Австро-Венгрия — 6 ноября 1976, Прага, Чехословакия) — чешский писатель, поэт и драматург, автор прозы для детей.

## Биография
Родился в Праге. Во время Первой мировой войны вместе с семьёй переехал к деду в город Йичин. Впоследствии во многих своих произведениях писатель использовал этот город как место действия. После войны и возвращения отца, семья снова переехала в Прагу. В то время, в течение девяти месяцев, почти каждую ночь отец рассказывал детям сказки о чешском сапожнике, прошедшем через мировую войну. Эти истории впоследствии вдохновили писателя на написание некоторых его сочинений.
В 1931 году в Праге он окончил среднюю школу, и, по требованию отца, продолжил образование на факультете правоведения в Карловом университете. Проучившись три семестра, прервал образование и поступил на работу клерком. Дослужился до места финансового директора.
Его первые сочинения для детей появились в печати после Второй мировой войны. Сотрудничал с журналами для детей «Матерь и дочка», «Ласточка», «Жук», «Тимьян», «Костёр», «Пионер» и с газетой «Пионер».
В 1949 году он был принят на службу в качестве сценариста на чехословацкое радио, где впоследствии получил место главного редактора отдела вещания для детей и молодёжи. В 1956 году утвердил свой псевдоним в качестве официального имени.
С конца 1950-х годов писал сценарии для мультфильмов, снимавшихся на чехословацком телевидении. В сотрудничестве с иллюстратором Радеком Пиларжем и актерами Карелом Хегером, Властимилом Бродским, Йиржиной Богдаловой и Иржи Гржаном создал популярный цикл телепередач для детей «Вечерничек».
Наивысшей активности его литературная деятельность достигла в 1960-е годы, когда он писал, главным образом, сказки. Всего им было написано около семидесяти книг. В 1975 году он стал почетным гражданином города Йичин.

## Сочинения
- Whitehors a dítě s pihou (1940)
- Весёлая история о собаке и кошке, дяде, гиппопотаме, грабителях и прочих людях и пчёлах (чеш. Veselé pohádky o pejskovi a kočičce, strýci, hrochovi, loupežnících a jiných lidech a zvířátkách, 1947)
- Как щенок и котёнок вырастили кактус (чеш. Jak pejsek a kočička pěstovali kaktus, 1947)
- Лев сбежал (чеш. Lev utekl, 1948)
- Карусель в Африке (чеш. Kolotoč v Africe, 1948)
- Král Lávra (1952),
- Honza, Čert a kašpárek (1956)
- Доктор Людва Фауст и сказки (чеш. Doktor Ludva Faust a povídky, 1956)
- Budulínek (1957)
- Мы трое и пёс из Пятипёса / My tři a pes z Pětipes (1958, экранизирован в 1973 режиссёром Ота Ковалем)
- Směr vesmír — start (1959)
- Pohádkové příběhy kominíka Valenty (1960)
- Modrý kosatec (1961)
- Chlapec s prakem (1961)
- O Kubovi (1961)
- Čáry máry na zdi (1961)
- Patero pohádek pro závěsné loutky (1962)
- Zlaté pero (1962)
- Kosí strom (1963)
- Золотые лилии (чеш. Zlatá lilie, 1964)
- Hodinky s lokomotivou (1965)
- Malá letní romance (1966)
- Duha a jelen Stovka (1966)
- Veselí mrtví (1967)
- Dobrodruzi z Devátého náměstí (1968)
- Pohádková muzika (1968)
- Pohádkový kalendář (1969)
- Pohádky ze čtyř studánek (1969)
- Rumcajs (1970)
- O Česílkovi, Šejtročkovi a jednom známém loupežníkovi (1970)
- O makové panence a motýlu Emanuelovi (1970)
- Pohádky z mechu a kapradí (1970)
- Vodník Česílko (1970)
- Z nejkrásnějších pohádek V. Čtvrtka (1970)
- Zpívající psíci při měsíci (1970)
- Kočičiny kocourka Damiána (1971)
- Jak se Rumcajs poradil s rakem (1971)
- Rumcajsova loupežnická knížka (1971)
- Rumcajsova vánoční pohádka (1972)
- Jak čert hlídal díru do pekla (1973)
- O víle Amálce a žabce Márince (1973)
- Císařská vojna se sultánem a jiné pohádky na motivy lidových písní (1973)
- O Rumcajsovi a loupežnickém synku Cipískovi (1973)
- Malá zlá kouzelnice a drak (1974)
- Pohádky z pařezové chaloupky Křemílka a Vochomůrky (1974)
- Cipísek (1975)
- Manka (1975)
- Malá zlá kouzelnice (1975)
- Neuvěřitelná příhoda práčete Leška (1975)
- Jak si Slávek načaroval dubového mužíčka (1976)
- Nezbedné pověsti pro dospělé (1977)
- Cesty formana Šejtročka (1977)
- Čtyři Berberkos (1978)
- Franta a já (1978)
- Lenka a dva kluci (1978)
- Jak si Rumcajs poslal Cipíska pro pomoc (1978)
- Pohádka o myslivci a víle (1978)
- Jak ševci zvedli vojnu pro červenou sukni (1979)
- O hajném Robátkovi a jelenu Větrníkovi (1979)
- Podivuhodné vyprávění bývalého piráta Kolíska (1981)
- Nezbedné pohádky (1989)
- Rumcajsova loupežnická knížka (2007)
- Cipískova loupežnická knížka (2007)
- Rumcajs - leporelo pro nejmenší děti (2007)
- Jak Cipísek chránil jelení studánku – leporelo pro nejmenší děti (2008)
- Kočičiny kocourka Damiána (2008)
- Čtení o vepříkovi a kůzleti (2008)
- Jak ševci zvedli vojnu pro červenou sukni – Stázina (2008)
- Jak ševci zvedli vojnu pro červenou sukni – Kuba (2008)

## Переводы на русский язык
- В. Чтвртек. Франта и я. // Анечка из первого "А" и другие. Три повести чешских писателей. М.: Детская литература. 1983. С. 127-186.